# HDMS Tulugaq (Y388)
Le HDMS Tulugaq (Y388) , est  un patrouilleur de classe Agdlek-klassen (da) servant dans la Marine royale danoise.
Il est stationné au Groenland.

## Construction
Cette classe de patrouilleurs avait été construite spécialement pour servir au Groenland. Le Tulugaq a été réalisé au chantier naval de Svendborg. 
Il est le seul de cette classe à être encore en service. Les deux autres étaient les HDMS Agdlek (Y386) et HDMS Agpa (Y387).
Le navire a comme marraine, depuis 1984, la ville groenlandaise de Nanortalik
Il patrouille jusqu'à l'Île Hans, dans le passage Kennedy, qui marque la frontière entre le Danemark et le Canada.

### Note et référence
- (en) Cet article est partiellement ou en totalité issu de l’article de Wikipédia en anglais intitulé « HDMS Tulugaq (Y388) » (voir la liste des auteurs).